# No Limit Records
No Limit Records es un sello discográfico que se fundó a mediados de los 90 como No Limit Record Shop en Richmond, California. Tras un acuerdo de distribución con Priority Records para distribuir la música de No Limit, Master P mantuvo la propiedad de todas sus grabaciones, su estudio y se convirtió en el distribuidor exclusivo del sello. Él y sus hermanos C-Murder y Silkk Tha Shocker, eran los artistas principales, con una serie de estrellas como Snoop Dogg, Mystikal, Mac y Lil Romeo, el hijo de Master P.
En 2004, Master reorganizó el sello llamándolo "The New No Limit Records" y cambiándose de distribuidor a Koch Records.